# ملتيادس (قائد)

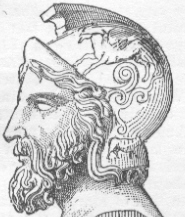
ملتيادس قائد يوناني.

ملتيادس (550 ق.م تقريبًا – 489 ق.م تقريبًا) هو قائد يوناني كبير الشأن في التاريخ، وابن أحد السيميين المشهورين الذين شاركوا في سباقات العربات في الألعاب الأولمبية القديمة. اشتهر بدوره في معركة ماراثون، ونهايته المأساوية بعد ذلك. ابنه كيمون كان من الشخصيات البارزة في أثينا بين عامي 470-460 ق.م. أما ابنته إلبينيسي فقد اشتهرت بمواجهاتها مع بريكليس، التي دونها بلوتارخ.
-يعود الفضل إلى ملتيادس في انتصار الاثينيين، مع معونة المدينة - الدولة الصغيرة بلاطية، على جحافل الملك داريوس الأول الفارسي، في معركة ماراثون سنة 490 ق . م . ، وقد اعتُبر هذا النصر نقطة تحول في التاريخ لأنه حال بين الفرس وبين تثبيت أقدامهم في أوروبا.
قليلة هي المعلومات عن حياة ملتيادس الخاصة، وكل ماهو معروف أنه قبيل معركة ماراثون اختاروا واحداً من عشرة قادة لمقاومة هجوم
بلاد الفرس. وفي يوم النصر الكبير تسنَّى له بتكتيكه العسكري المتفوق، وشجاعته، والعوامل الملهمة أن يهزم العدو.
ويعود اليه الفضل بفعل تكتيكه العسكري المتفوق، وشجاعته في هزيمة الفرس.